# Star Ferry

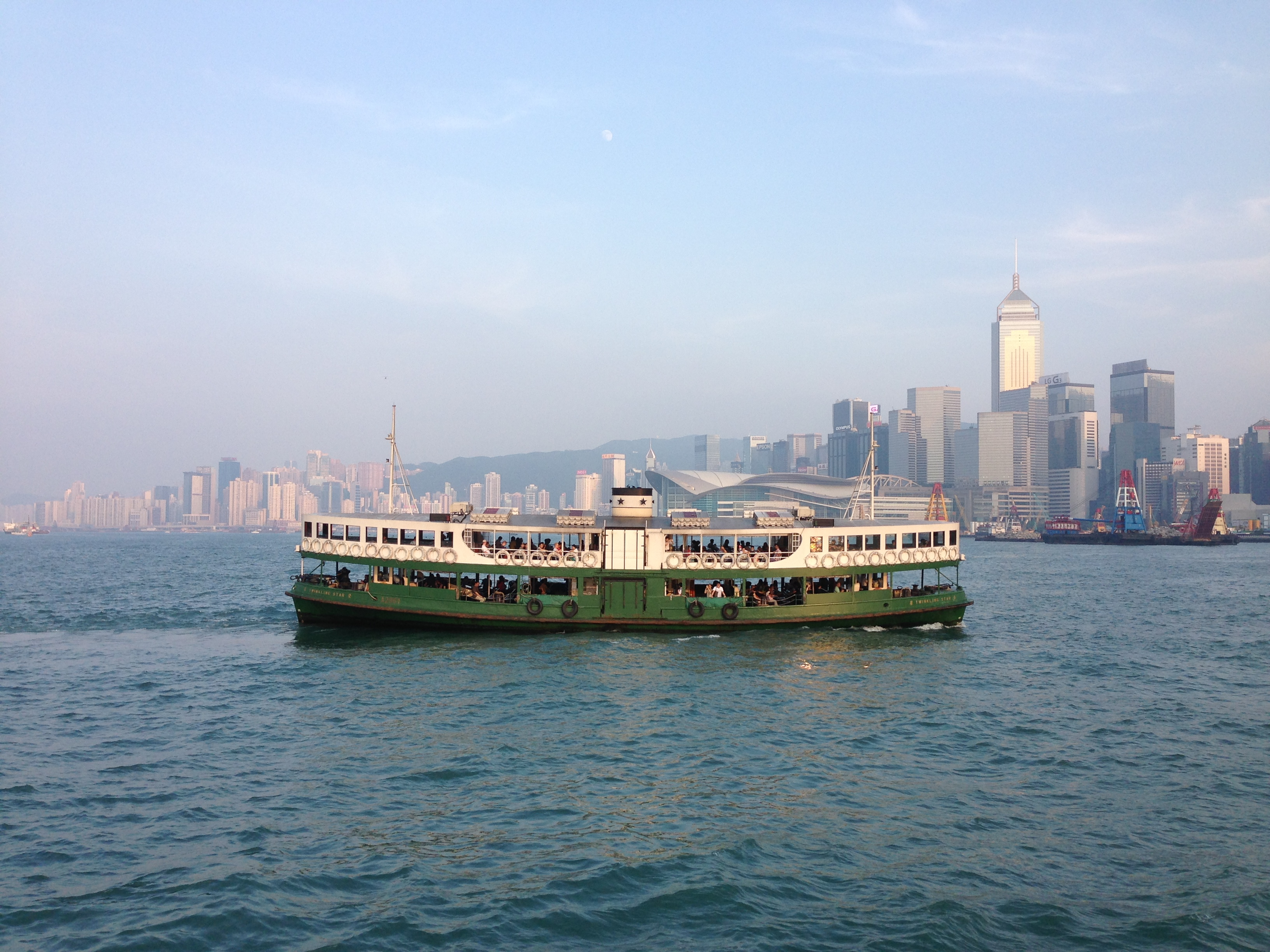
Färjan "Golden Star" passerar mellan Victoria Harbour och Kowloon

Star Ferry är ett företag som bedriver färjetrafik mellan Victoria Harbour och Kowloon-halvön i Hongkong. Färjetrafiken anses vara väldigt viktig för möjliggörande av pendlande mellan Victoria Harbour och Kowloon-halvön. Allt tog sin början år 1880 då en kock vid namn Dorabjee Naorojee Mithaiwala började köra färja på sträckan, verksamheten växte och fler båtar köptes in. År 1898 köpte en affärsman upp alla hans färjor och startade då det företag som idag utgör The Star Ferry Company. Namnet på företaget kom sig av att alla färjors namn innehåller just "Star".
Magasinet National Geographic har med Star Ferry:s färjetur på en tio-i-topp-lista över turer att uppleva i olika städer.
Att ta en tur med någon av företagets rutter är uppskattat av turister då man från vattnet får en bra överblick över staden och Kowloon-halvön samtidigt som man passerar djonker och andra båtar.

## Kapacitet
I slutet av 2015 innehade företaget en flotta bestående av 8 färjor, medellivslängden på flottan är 53 år. Dessa trafikerar två rutter mellan Victoria Harbour och Kowloon-halvön. År 2015 transporterade företaget 20,2 miljoner människor med ett snitt på 55 285 personer per dag.